# Fundamentalgleichung
Die Fundamentalgleichung der Thermodynamik (auch Fundamentalrelation oder Gibbssche Fundamentalgleichung nach Josiah Willard Gibbs) ist Ausgangspunkt der formalen Thermodynamik. Sie drückt die Zustandsgröße innere Energie U eines thermodynamischen Systems im Gleichgewichtszustand als Funktion von allen extensiven Größen {\displaystyle X_{i}} aus. Sie ist eine der charakteristischen Funktionen des Systems.
{\displaystyle U=U(X_{i})}
In nichtmagnetischen Einstoffsystemen vereinfachen sich die natürlichen Variablen zu Entropie S, Volumen V und Stoffmenge n:
{\displaystyle U=U(S,V,n)}
Analog gilt dies auch für nichtmagnetische Mehrstoffsysteme mit k verschiedenen Stoffen:
{\displaystyle U=U(S,V,n_{1},\dots ,n_{k})}
Äquivalent kann die Funktion auch angegeben werden in der Form
{\displaystyle \Leftrightarrow S=S(U,V,n_{1},\dots ,n_{k})}
Beide Funktionen beinhalten jeweils die gesamte thermodynamische Information des betrachteten Systems. Die mathematische Struktur der Thermodynamik ist damit festgelegt. Weitere, vor allem physikalische, Inhalte werden durch den Anschluss an die Hauptsätze gefunden.
Häufig wird auch eine differentielle Schreibweise verwendet:
{\displaystyle \mathrm {d} U=\left({\frac {\partial U}{\partial S}}\right)_{V,n_{i}}\cdot \mathrm {d} S+\left({\frac {\partial U}{\partial V}}\right)_{S,n_{i}}\cdot \mathrm {d} V+\sum _{i=1}^{k}\left({\frac {\partial U}{\partial n_{i}}}\right)_{V,S}\cdot \mathrm {d} n_{i}}
Mit den Definitionen für die Temperatur T, den Druck p und das chemische Potential {\displaystyle \mu } folgt:
{\displaystyle \mathrm {d} U=T\cdot \mathrm {d} S-p\cdot \mathrm {d} V+\mu \cdot \mathrm {d} n}
Unter der Voraussetzung einer konstanten Stoffmenge ({\displaystyle \mathrm {d} n=0}) vereinfacht sich dies weiter zu:
{\displaystyle \mathrm {d} U=T\cdot \mathrm {d} S-p\cdot \mathrm {d} V}
Hieraus geht hervor, dass die Zustandsgleichungen im Prinzip die ersten Ableitungen der Fundamentalgleichung sind.
Aus mathematischen Sätzen über differenzierbare Funktionen mehrerer Variablen können Beziehungen der zweiten Ableitungen gefunden werden: die Maxwell-Beziehungen. Aus den zweiten Ableitungen kann auch die Abhängigkeit der Freien Enthalpie von Druck und Temperatur hergeleitet werden.
Die Legendre-Transformation der Fundamentalrelation führt auf die thermodynamischen
Potentiale: freie Energie, Enthalpie und Gibbs-Energie.